# Ait El Mane
Ait El Mane (en àrab آيت المان, Āyt al-Mān; en amazic ⴰⵢⵜ ⵍⵎⴰⵏ) és una comuna rural de la província de Boulemane, a la regió de Fes-Meknès, al Marroc. Segons el cens de 2014 tenia una població total de 1.927 persones.